# Ogród Zamkowy w Poznaniu
Ogród Zamkowy im. Ofiar Katynia i Sybiru - dawny prywatny ogród rezydencjonalny, zlokalizowany w Dzielnicy Cesarskiej w centrum Poznania, przy północnej elewacji Zamku Cesarskiego. 

## Charakterystyka
Został założony wraz z zamkiem dla cesarza Wilhelma II w widłach Alei Niepodległości i ul. Fredry. Integralną jego część stanowił Ogród Różany (zwany też Dziedzińcem Różanym). Ogród Zamkowy był dawniej zamknięty i odgrodzony od ulicy kutymi ogrodzeniami.
Ogród opadał od arkadowego podcienia zamku za pośrednictwem sztucznego tarasu widokowego. Główne schody prowadziły do właściwego ogrodu, a boczne (wschodnie) do Ogrodu Różanego, który miał charakter kwaterowy, a jego dominantę stanowiła Fontanna Lwów zbudowana na wzór alhambryjskiej. Sam Ogród Zamkowy miał charakter kameralnego salonu ogrodowego z półkolistym placykiem od strony zamku. Zarys półkola powtarzała aleja lipowa zorganizowana na tle nieregularnie nasadzonych drzew i krzewów wzdłuż ogrodzeń i masztalarni. Ogród Zamkowy od Ogrodu Różanego oddzielało kute ogrodzenie i żywopłot iglasty. Założenie stanowiło lustrzane odbicie Parku Mickiewicza, zlokalizowanego po drugiej stronie Alei Niepodległości.
W latach 2001–2004 dokonano rewitalizacji całego założenia parkowego, które w czasach PRL nie było ogrodzone i popadło w znaczące zaniedbania. Nasadzono m.in. różaneczniki i żywotniki wąskostożkowe (przy arkadowym podcieniu), bukszpan (w postaci żywopłotów), cisy pospolite, jałowce i bluszcz. Wydobyto optyczną różnicę pomiędzy centralną częścią ogrodu a malowniczymi partiami peryferyjnymi. Odtworzono kute ogrodzenia i przywrócono reprezentacyjność miejsca. 
Na terenie Ogrodu Zamkowego znajduje się Pomnik Katyński autorstwa Roberta Sobocińskiego oraz ławeczka Józefa Kostrzewskiego (w centrum), a także rzeźba Magdaleny Abakanowicz 5 Figur (Dziedziniec Różany).
Uchwałą nr LXXIV/1186/VI/2014 Rady Miasta Poznania z 14 października 2014 park otrzymał nazwę Ogród Zamkowy im. Ofiar Katynia i Sybiru.
W 2024 roku objęto ochroną platan klonolistny o obwodzie 411 cm rosnący na Dziedzińcu Różanym.